# Betsabé García Álvarez
Betsabé García Álvarez (Barcelona, 29 d'abril de 1975) és una filòloga i escriptora catalana, especialista en la història del discurs feminista contemporani a Catalunya i Espanya. Llicenciada el 2003 en filologia hispànica per la Universitat de Barcelona, ha centrat la seva recerca en el feminisme de l'època republicana, així com en l'assaig de finals del segle xix, i n'ha publicant diversos llibres sobre el tema. Ha col·laborat amb Institut Municipal d'Educació de Barcelona, amb la Universitat de Barcelona, La Independent, El País, Sàpiens, Revista de dones i Textualitat Lectora o la revista cultural Alambins.

## Publicacions
- 2008 - Roc Boronat. El republicà que va fundar el Sindicat de Cecs de Catalunya (amb Jordi Amat) col. Testimonis, Pòrtic (Ed. 62)
- 2009 - Play-Back. 40 anys de l'Escola d'Expressió i Psicomotricitat Carme Aymerich
- 2010 - Juguen Dames: L'aventura de les primeres universitàries: Helena Maseras, Dolors Aleu i Martina Castells (Ara Llibres)[5]
- 2011 - L'aventura de volar (Ara Llibres) ISBN 9788492552924
- 2012 - Sota el blau infinit de tots els dies. 60 anys de l'Escola del Mar al Guinardó[6]
- 2015 - Barcelona amb nom de dona (Ajuntament de Barcelona i Editorial Mediterrània, 2015)[7]
- 2016 - Amb uns altres ulls. La biografia de Montserrat Roig (Roca Editorial) ISBN 9788416498413

## Premis i reconeixements
- 2009 - Sisè premi Joaquim Carbó de microliteratura de Caldes.[1]